# Птерокактус
Птерокактус (лат. Pterocactus) — род кактусов. Первый вид рода Птерокактус был описан Людвигом Пфейфером, как Opuntia tuberosa ещё в 1837 г. на основе образцов, собранных Джоном Гиллиесом в окрестностях Мендосы (Аргентина). Сам род Птерокактус был описан в 1897 г. Карлом Шумманом. В его наименовании использовано др.-греч. πτερόν — «крыло», которое намекает на детали строения семян этих кактусов. В основе современных представлений о систематическом положении и составе рода Птерокактус лежат исследования Роберто Кислинга. Птерокактусы — маленькие, почти карликовые геофитные кактусы с хорошо развитыми корнями. Имеются подземные побеги. Как и у других представителей опунциевых кактусов, у прерокактусов имеются маленькие листья, которые скоро опадают. Ареал рода — территория Аргентины.

## Виды
По информации базы данных The Plant List, род включает 6 видов:
- Pterocactus australis (F.A.C.Weber) Backeb.
- Pterocactus fischeri Britton & Rose
- Pterocactus gonjianii R.Kiesling
- Pterocactus hickenii Britton & Rose
- Pterocactus skotssbergii (Britton & Rose) Backeb.
- Pterocactus tuberosus (Pfeiff.) Britton & Rose